# Carl de Ahna
Carl de Ahna (* 13. Dezember 1847 in Meiningen; † 11. September 1906 in Arnstadt) war ein deutscher Mediziner und Mitglied des Deutschen Reichstags.

## Leben
De Ahna und besuchte das Gymnasium Bernhardinum in Meiningen und studierte Medizin an den Universitäten Heidelberg, Berlin, Marburg und Würzburg. 1868 wurde er Mitglied der Burschenschaft Frankonia Heidelberg. Am Deutsch-Französischen Krieg von 1870–1871 nahm er als freiwilliger Krankenpfleger teil. Nach abgelegter Staatsprüfung in Würzburg war er 1874/75 Einjährig-Freiwilliger Arzt und vom 29. Juni 1875 an Praktischer Arzt in Arnstadt, wo er seit 1882 auch Mitglied des Gemeinderats war.
Von 1887 bis 1890 war er Mitglied des Deutschen Reichstags für den Wahlkreis Schwarzburg-Sondershausen 1 (Sondershausen, Arnstadt, Gehren, Ebeleben). Er war ein unabhängiger Liberaler und schloss sich im Reichstag keiner Fraktion an.
1892 wurde er Chefarzt und Leiter des städtischen Krankenhauses in Arnstadt. Er war Geheimer Sanitätsrat und Hauptmann der Reserve sowie königlich-bayerischer Stabsarzt.